# Division No 11 (Manitoba)
Pour les articles homonymes, voir Division No 11.
La division No 11 est une des divisions de recensement du Manitoba (Canada).

## Liste des municipalités

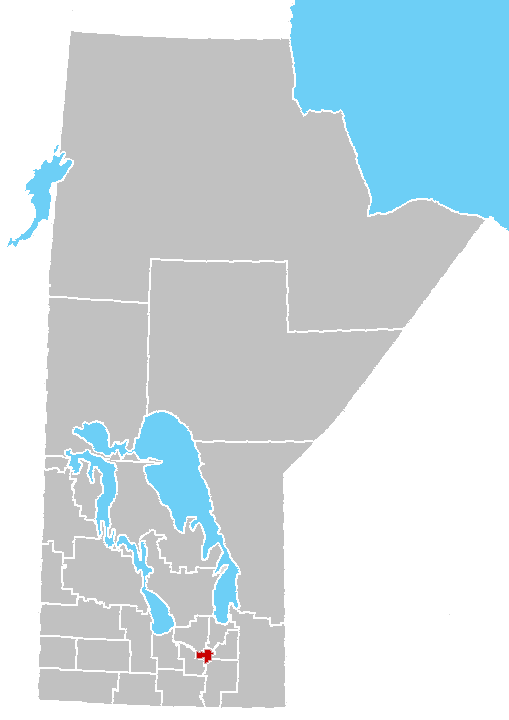
Localisation de la Division No 10

Municipalité rurale
- Headingley (en)

Cité
- Winnipeg